# A Night Like This (Lied)
A Night Like This ist ein Popsong der niederländischen Sängerin Caro Emerald aus ihrem Debütalbum Deleted Scenes from the Cutting Room Floor. Die Veröffentlichung fand am 11. Dezember 2009 in den Niederlanden statt, nachdem das Lied zuvor bereits ab 16. Oktober 2009 in einer Werbung von Martini zu hören war. Das Stück wurde von David Schreurs, Jan van Wieringen und Vince Degiorgio geschrieben.

## Geschichte
Im August 2009 wurden Caro Emeralds Songwriter David Schreurs und Vince Degiorgio von Martini beauftragt, einen Song mit 60er-Jahre-Gefühl für ihre Werbekampagne zu schreiben. Im Interview erklärte Schreurs, sie hätten den Song in etwa einer Stunde geschrieben. Das fertige Lied erschien als elfter Track auf Emeralds Debütalbum und wurde auch nach anfänglicher Ablehnung von Martini für deren Werbekampagne genutzt. Das Musikvideo zum Song wurde in Opatija, Lovran und Rijeka in Kroatien gedreht.

## Erfolg und Aufführung
Das Lied erreichte in Österreich Platz eins der Charts und belegte in den niederländischen Jahrescharts 2010 den fünften Platz; 2011 wurde es in Deutschland mit Platin ausgezeichnet. Emerald sang den Titel unter anderem beim Finale von Germany’s Next Topmodel am 9. Juni 2011.

## Liedtext und Musik
Der Liedtext handelt von einer besonderen Nacht, die die Protagonistin erlebt hat und von der sie im Nachhinein immer wieder träumt. Was genau in der Nacht passiert ist, bleibt unklar; die Strophen handeln unter anderem von einem Kartenspiel, bei dem die Protagonistin zugeschaut hat. Die Musik des Stückes ist im Stil der 60er-Jahre gehalten.